# Bavorov
Bavorov (auparavant : Obrovice ; en allemand : Barau) est une ville du district de Strakonice, dans la région de Bohême-du-Sud, en République tchèque. Sa population s'élevait à 1 600 habitants en 2020.

## Géographie
Bavorov se trouve à 20 km au sud-est de Strakonice, à 34 km au nord-ouest de České Budějovice et à 110 km au sud-sud-ouest de Prague.
La commune est limitée par Krajníčko, Budyně, Bílsko et Skočice au nord, par Krašlovice, Vodňany, Stožice, Chelčice et Truskovice à l'est, par Strunkovice nad Volyňkou au sud et par Dub et Hájek à l'ouest.

## Histoire
La première mention écrite de la localité date de 1228.

## Galerie

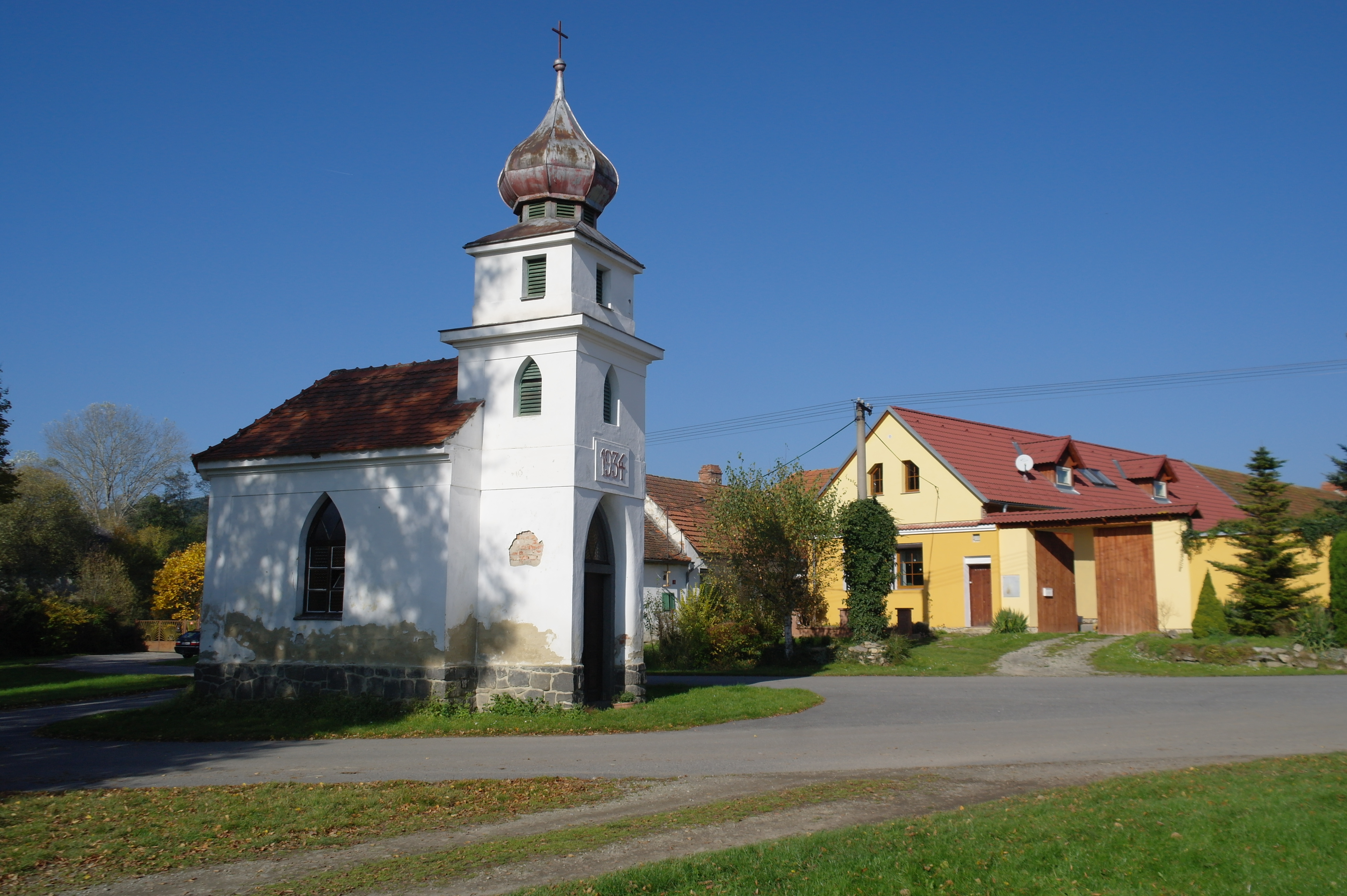
Svinětice : l'église.
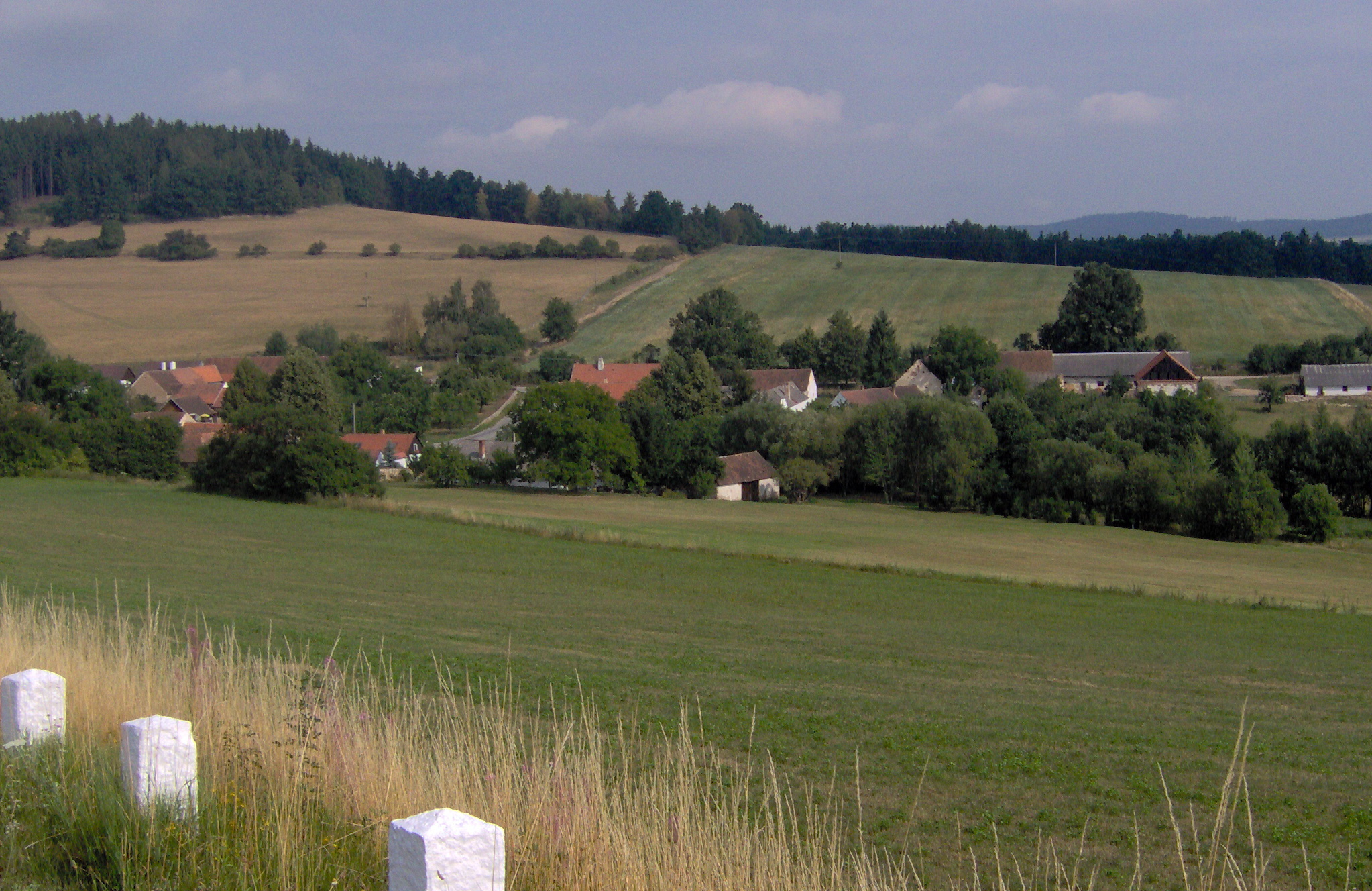
Le hameau d'Útěšov.

## Administration
La commune se compose de six sections :
- Bavorov
- Blanice
- Čichtice
- Svinětice
- Tourov
- Útěšov

## Transports
Par la route, Bavorov se trouve à 9 km de Vodňany , à 25,5 km de Strakonice, à 38 km de České Budějovice et à 151 km de Prague.